# Таганский парк (Москва)
Государственный парк культуры и отдыха «Таганский» (в советское время — Ждановский парк) — парк, расположенный на территории Центрального административного округа города Москвы, в районе Таганский.

## История

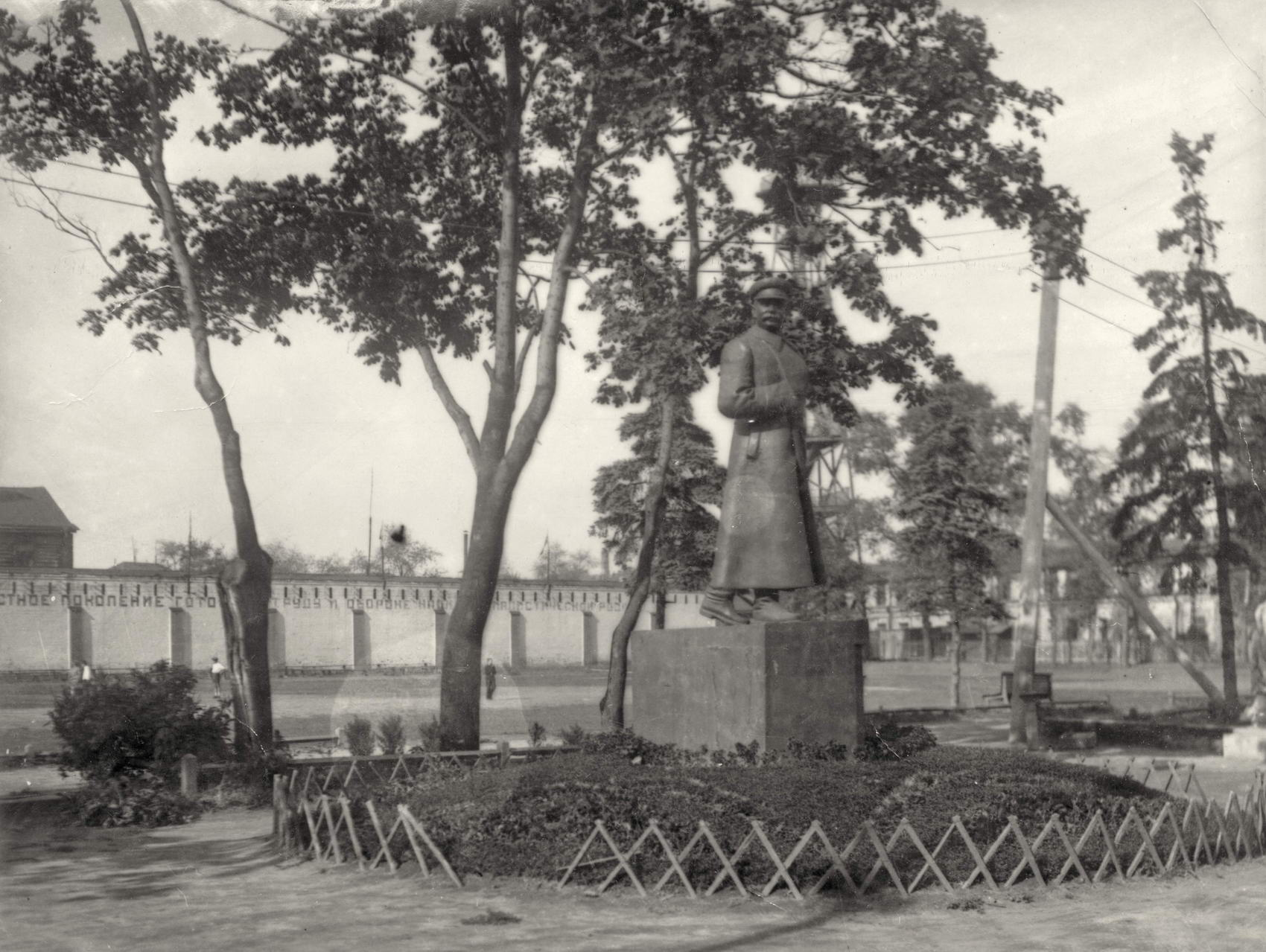
Памятник И. Сталину (1930-е)

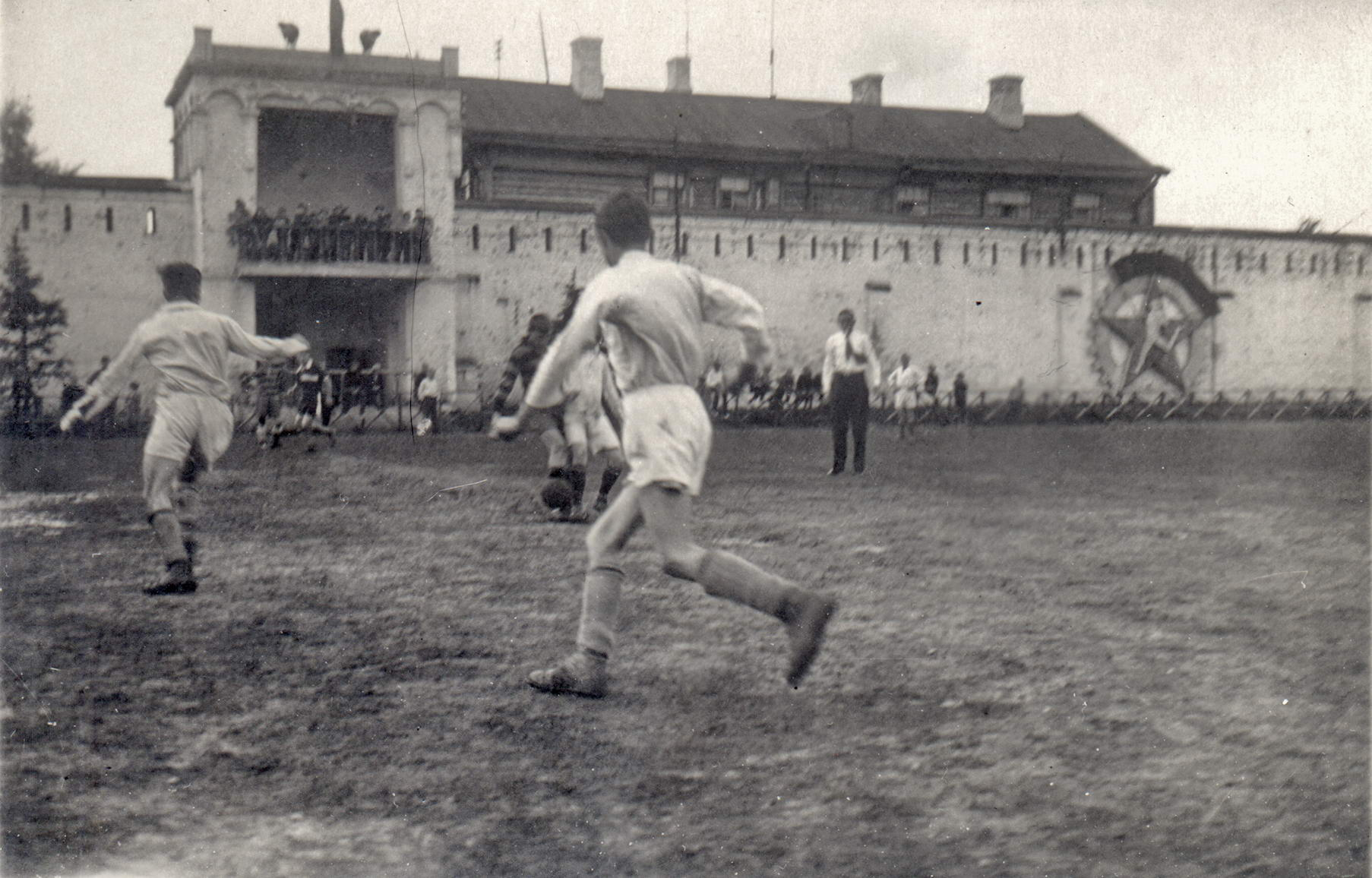
Футбольный матч на поле Таганского парка (1930-е)

Парк основан при клубе им. Бухарина в 1934 году силами общественности на месте монастырского кладбища (см. Ликвидация кладбищ в СССР) рядом с Покровским монастырем — памятником культуры XVIII-XIX веков. Кладбище при Покровском монастыре площадью 5,4 га было крупнейшим монастырским некрополем Москвы. Здесь были похоронены многие члены семейства Боткиных (в том числе писатель В. П. Боткин, коллекционер Д. П. Боткин, чаеторговцы Пётр Петрович и Пётр Кононович Боткины); купцы и благотворители Хлудовы (из них наиболее известен А. И. Хлудов); русский поэт Д. П. Глебов; коллекционер П. И. Щукин; создатель грамматики якутского языка преосвященный Дионисий (Хитров); видные представители грузинского духовенства. При ликвидации кладбища и устройстве парка часть стены монастыря была снесена.
В составе парка находились основная часть и детская, общей площадью 10,4 га. Здесь регулярно проводились театрализованные политические митинги, физкультурные парады и показательные выступления спортсменов. После окончания Великой Отечественной войны в парке организовывались встречи с героями Советского Союза и орденоносцами, военно-патриотические сборы и спортивные соревнования, сопровождаемые концертами.
В 1954 году в парке построен крытый летний театр, в котором выступали артисты Москонцерта и другие коллективы, спустя 4 года построен кинотеатр «Зенит», а в 1971 году появилась летняя эстрада.
В 1956 году были построены два теннисных корта, на которых зимой занимались юные фигуристы из школы фигурного катания. На летней волейбольной площадке с 1979 года проводились соревнования между посетителями парка, сотрудниками организаций и предприятий района. В парке работал детский городок аттракционов, проводились массовые мероприятия для детей, демонстрировались кинофильмы.
В выпуске Московской правды от 1 сентября 1955 года отмечалось:
Ежегодно коллектив парка культуры и отдыха Ждановского района отчитывается о своей работе перед посетителями парка. Это стало хорошей традицией. На днях состоялась такая конференция. Собралось около двух тысяч человек. Директор парка т. Старосельский рассказал, что нынешним летом парк посетило более 400 тысяч человек. На эстрадах выступали крупнейшие хоровые и танцевальные коллективы. Со своими программами посетителей парка ознакомил русский народный хор имени Пятницкого, Уральский и Воронежский народные хоры и другие. Участники конференции сделали много ценных предложений, осуществление которых улучшит работу парка.
С парком связана судьба олимпийской чемпионки Ирины Родниной, которая вышла здесь на первый лёд, спортивная карьера советского футболиста и тренера Константина Бескова, легендарного вратаря Алексея Хомича. В Таганском парке выступала на летней эстраде тогда ещё начинающая певица Алла Пугачёва.
В 1996 году дирекция парка по распоряжению Правительства Москвы вернула часть основной территории парка (площадью 3,2 га) Покровскому ставропигиальному женскому монастырю.

## Современное состояние

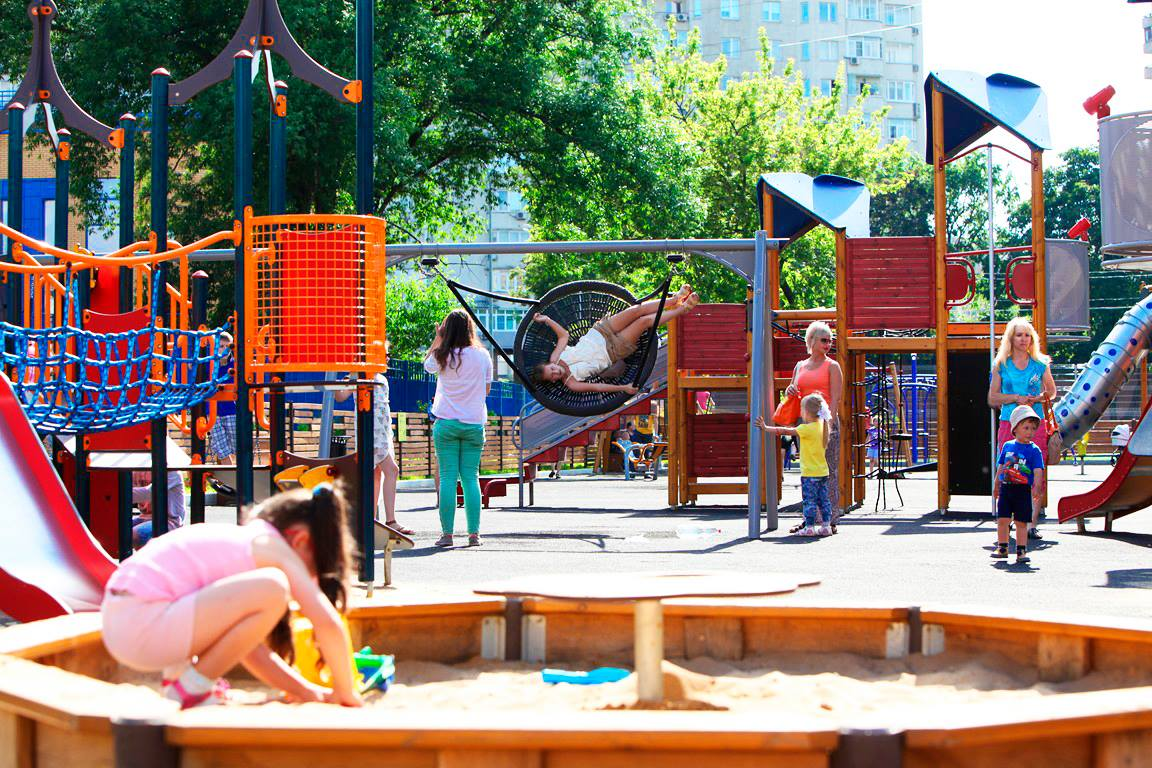
Детская площадка в Таганском парке

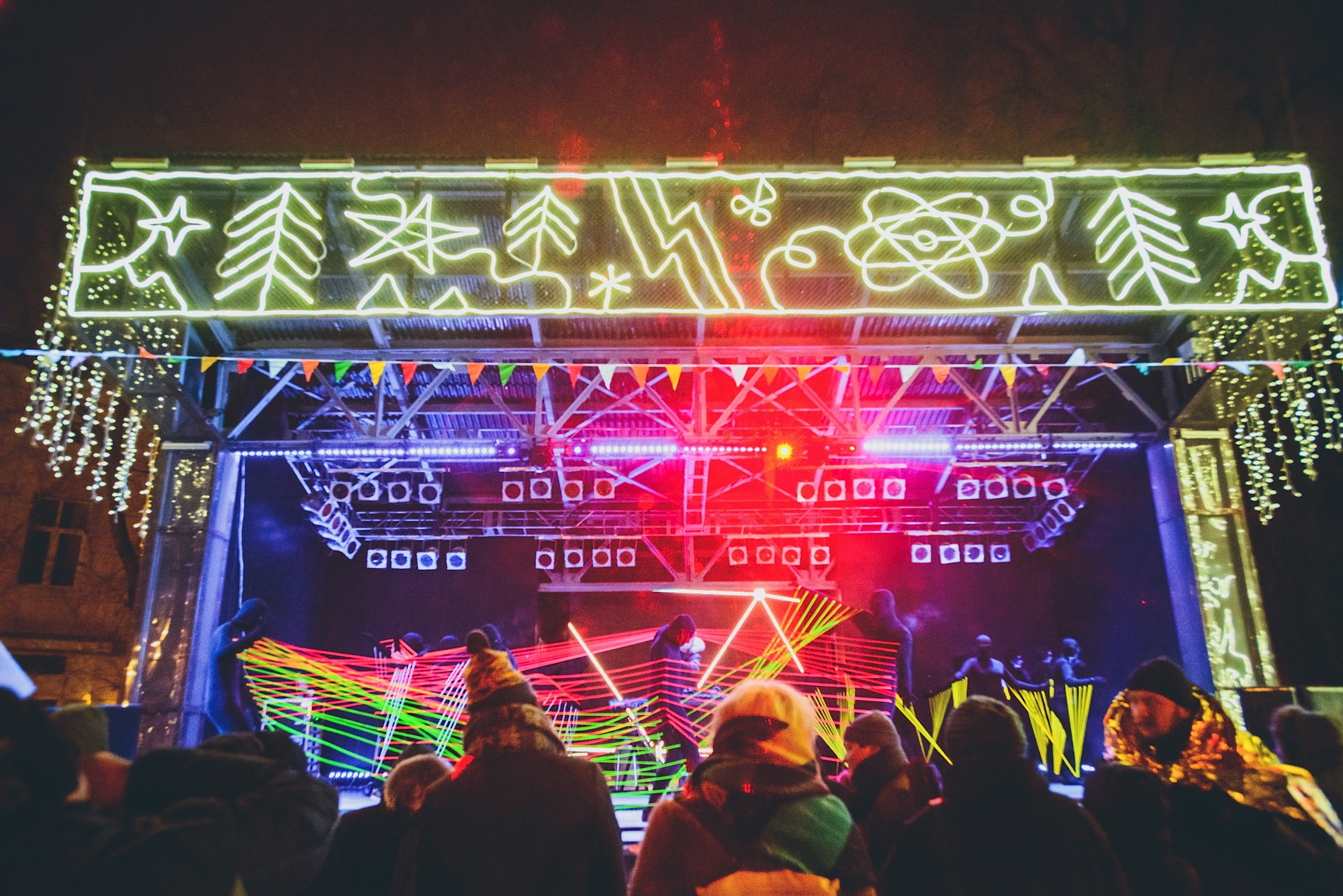
Новогодняя ночь-2016 в Таганском парке

Сегодня парк также расположен на двух территориях, которые разделяет Таганская улица. На основной территории находятся детское кафе, фонтан, эстрада, детская площадка, футбольное поле с трибунами и физкультурно-оздоровительный комплекс. На футбольном поле зимой заливают каток, один из крупнейших в городе, площадью 4500 m².
Основная территория парка была комплексно благоустроена в 2012-2013 годы. Появилась новая детская площадка для детей от 3 до 15 лет. В игровой зоне установлены высокая горка, качели, балансиры, шведская стенка. В парке были также обустроены воркаут, зона для игры в пинг-понг, был обновлен фонтан.
На детской территории есть небольшая эстрада, сказочный городок, аттракционы, детские площадки. Парк украшен зелёным массивом дубрав с примесью липы, клёна, ясеня в возрасте 40-80 лет. ГПКиО «Таганский» является объектом садово-паркового искусства и имеет статус памятников истории и культуры федерального значения.
В 2017 году Таганский детский парк ("Детский парк им. Прямикова") был реконструирован. В результате работ территория была полностью обновлена: были высажены новые деревья и кустарники, включая декоративные яблони и лабиринт из формованных лип. Появилась также новая инфраструктура. Для детей построены три игровые площадки, а также первая в Москве интерактивная водно-песочная площадка, которая позволяет играть с водой и песком с помощью чаш и весов, искусственных каналов, винта Архимеда и других механизмов. В парке разбита зона воркаут, построена новая эстрада. Рядом с водной площадкой обустроен цветомузыкальный сухой фонтан.
С 2001 года при поддержке префектуры центрального округа ежегодно проводится Праздник Бега на Таганке и Кубок Европейских Чемпионов среди спортивных клубов в беге по шоссе. Постоянно проходят занятия групп общей физической подготовки и групп по различным видам спорта, тренировки детско-юношеской школы по футболу и теннису, спортивные соревнования и спартакиады.
Таганский парк стал традиционным местом отдыха и досуга москвичей, именно здесь проводятся городские мероприятия приуроченные к праздникам и центральным событиям города, по масштабу культурных и спортивных программ которых, парк является одним из лучших в Москве.